# Chuck Norris

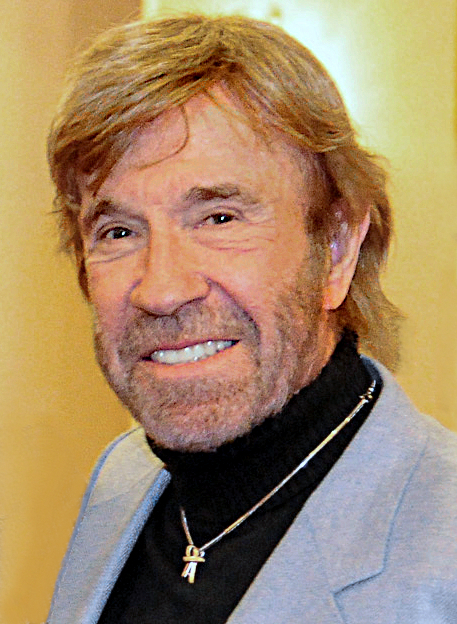
Chuck Norris (2015)

Chuck Norris (* 10. März 1940 in Ryan, Oklahoma; eigentlich Carlos Ray Norris Jr.) ist ein US-amerikanischer Kampfkünstler, Action-Schauspieler und Buchautor.
Größere Berühmtheit erlangte er als Filmgegner von Bruce Lee in Die Todeskralle schlägt wieder zu (1972) sowie durch die dreiteilige Kinofilmreihe Missing in Action (1984–1988) und die Fernsehserie Walker, Texas Ranger (1993–2001), als deren ausführender Produzent er auch agierte. Nachdem er seit 2004 nicht mehr im Kino zu sehen war, feierte er 2012 im Film The Expendables 2 ein Comeback.
Seit 2005 sind die Chuck Norris Facts als Internetmeme im Umlauf, die auf seine martialischen Filmrollen und seine Kampfkünste humoristisch anspielen.

## Leben

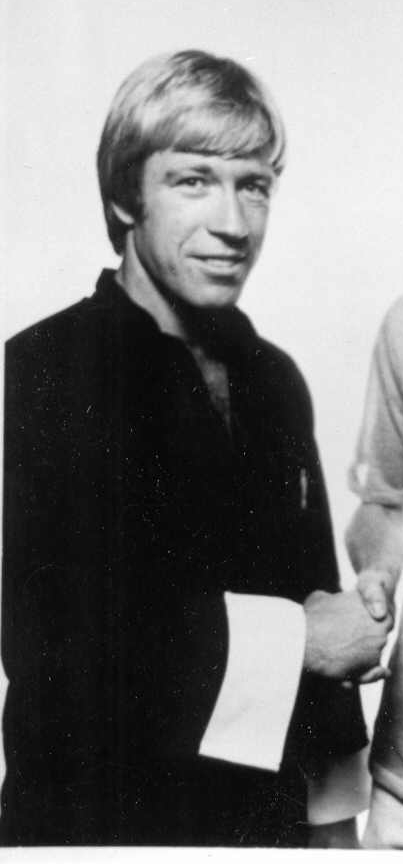
Chuck Norris (1976)

Chuck Norris ist der Sohn von Ray und Wilma Norris (geborene Scarberry; 1921–2024), beide Elternteile sind jeweils halb Cherokee, halb irischer Abstammung. Er ist das älteste von insgesamt drei Kindern. Sein Bruder Wieland wurde im Juli 1943 geboren, Bruder Aaron folgte 1951. Sein Vater war Alkoholiker und verließ die Familie immer wieder für unbestimmte Zeit. Zudem zog die Familie mehrmals um, u. a. nach Kalifornien und Arizona. Die Ehe der Eltern wurde schließlich 1956 geschieden. Noch im August desselben Jahres heiratete die Mutter erneut.
Nach seinem High-School-Abschluss trat er 1958 in die United States Air Force ein. Es war sein Ziel, eine Laufbahn als Polizist einzuschlagen. Die Ausbildung bei der Air Force erhielt er in Texas. Am 29. Dezember 1958 heiratete er Dianne Holechek, mit der er bereits in der High School zusammen gewesen war. Im Oktober 1963 kam der Sohn Mike zur Welt.
1960 wurde Norris bei der Militärpolizei in Korea eingesetzt und wurde in der Basis Osan stationiert. Während der Koreazeit wandte er sich dem Kampfsport zu und trainierte die koreanische Kampfkunst Tang Soo Do. Von seinen Kameraden erhielt er den Spitznamen Chuck.
Erst 1962 kehrte er nach vierzehn Monaten Dienstzeit wieder in die USA zurück. Zunächst wurde er in Kalifornien stationiert; nach dem Ende der vierjährigen Dienstzeit schied er aus der Air Force aus.

## Familie
Chuck Norris’ jüngster Bruder Aaron Norris ist ebenfalls in der Filmbranche tätig. Im Juni 1970 verstarb Norris’ Bruder Wieland im Vietnamkrieg. Im Jahr darauf wurde sein Vater bei einem Verkehrsunfall getötet.
Er hat fünf Kinder: Aus erster Ehe (1958–1988) mit Dianne Holechek stammen die Söhne Mike und Eric. Der älteste Sohn Michael R. „Mike“ Norris (* 4. Oktober 1962) ist als Stuntman, Regisseur, Produzent sowie Schauspieler aktiv, sein Schauspieldebüt gab er 1979 in dem Film Der Bulldozer, bei dem sein Vater die Hauptrolle übernahm. In den 1980er und 1990er Jahren folgten Rollen in diversen B-Actionfilmen. Später inszenierte er einige Folgen von Walker, Texas Ranger und gründete mit seiner Ehefrau eine eigene Produktionsfirma, die sich auf religiöse Filme spezialisiert hat. Sohn Eric (* 1965) ist als Stuntman und Stunt-Koordinator tätig und war beginnend mit Invasion U.S.A. (1985) auch an mehreren Produktionen seines Vaters beteiligt. Zudem führte er bei mehreren Folgen der Serie Walker, Texas Ranger Regie.
Aus der zweiten Ehe (seit 1998) mit Gena O’Kelley gingen Zwillinge (* 2001), ein Sohn und eine Tochter, hervor. Eine außereheliche Tochter, von deren Existenz Norris erst 26 Jahre nach ihrer Geburt erfuhr, wurde 1964 geboren.

## Engagement im Kampfsport
Chuck Norris ist Tang-Soo-Do- und Taekwondo-Meister (8. Dan). Norris war der erste westliche Mann, der im Taekwondo mit dem 8. Dan ausgezeichnet wurde. Anfangs unterrichtete er Tang Soo Do neben einem Job bei einem Rüstungsunternehmen und beschloss auf Grund seines Erfolges, eine eigene Kampfsportschule zu eröffnen. Bald betrieben Norris und ein Partner drei Kampfsportschulen und 1970 bekamen sie das Angebot, eine ganze Kette von Schulen unter ihrem Namen betreiben zu lassen, an deren Einnahmen sie beteiligt werden sollten. Sie nahmen den Vorschlag an.
1963 bestritt Norris in Salt Lake City sein erstes Kampfsportturnier. In den kommenden Jahren folgten weitere Turniere, von denen Norris mehr als 30 für sich entscheiden konnte. Er trat u. a. mehrmals gegen Joe Lewis an und lernte zudem bei einem Turnier im Jahr 1967 Bruce Lee kennen. Zwischenzeitlich beschäftigte er sich auch mit anderen Kampfkünsten, wie dem Brazilian Jiu-Jitsu, das er bei Carlos Machado erlernte. Eine Kampfsporttechnik, die mittlerweile schon fest mit seinem Namen verbunden wird, ist der Roundhouse-Kick.
Bruce Lee war es, der Norris 1968 zu seinem ersten kleineren Filmauftritt verhalf. Als Choreograph für die Kämpfe in dem Film Rollkommando im Jahr 1968 verpflichtete er Norris für eine kleine Rolle als Bodyguard.
1968 gewann er die erste World Professional Karate Championship, die allerdings nicht von einem offiziellen Verband ausgerichtet wurde. 1967 war er zum ersten Mal Mittelgewichtsweltmeister im Karate. Im gleichen Jahr wurde er vom Magazin Black Belt zum Fighter of the Year auserkoren. An den seit 1970 stattfindenden offiziellen Weltmeisterschaften der World Union of Karate Do Organisations nahm Norris nie teil. Es gibt keine gesicherten Informationen darüber, ob Norris jemals an Vollkontaktkämpfen teilnahm. In den Jahren 1972 und 1973 konnte er bei den World Professional Karate Championships seine letzten sportlichen Titel erringen. In dieser Zeit kam er in Kontakt zu verschiedenen prominenten Schülern, die er als Kampfsportlehrer unterrichtete. Den Auftakt machte Dan Blocker, der ihn für den Unterricht seines Sohnes engagierte. Es folgten u. a. Michael Landon und Steve McQueen, mit dem sich eine Freundschaft entwickelte. 1973 wirkte Norris zusammen mit einigen seiner Schüler in der Roger-Corman-Produktion The Student Teacher mit. Die Regie führte Jonathan Kaplan. 1974 beendete Norris seine Karriere im Kampfsport.
Währenddessen war die Kette von Kampfsportschulen, die im Namen von Norris betrieben wurde, zu einem Spekulationsobjekt geworden, und es drohte der Bankrott. Norris kaufte sieben Filialen zurück und musste sich dafür verschulden. Aus diesem Grund nahm er 1973 eine tragende Rolle als Bösewicht in dem Streifen Der Boß von San Francisco an, der erst 1981 in die US-Kinos kam.

## Schauspielkarriere
Mit Die Todeskralle schlägt wieder zu übernahm Norris 1972 seine zweite Rolle in einem Film, erneut auf Initiative von Bruce Lee, der bei diesem Projekt sowohl die Regie übernahm wie auch für Drehbuch sowie die Produktion verantwortlich war. Der Film wurde in den Vereinigten Staaten erst 1974 aufgeführt, und Norris war zunächst nicht daran interessiert, eine Karriere als Schauspieler einzuschlagen.
Steve McQueen war es, der Norris dazu überredete, eine Laufbahn als Schauspieler einzuschlagen und Schauspielunterricht zu nehmen. 1977 wurde ihm für rund 10.000 Dollar Gage die Hauptrolle in dem Low-Budget-Film Breaker Breaker angeboten, und Norris nahm an. Im Jahr darauf folgte Black Tiger, bei dem Ted Post die Regie übernahm. An diesem war auch erstmals sein Bruder Aaron beteiligt, der ihn in einigen Szenen doubelte. Diese Zusammenarbeit intensivierte sich im Laufe der Jahre, und später inszenierte Aaron sieben Filme mit Chuck Norris in der Hauptrolle.
Black Tiger und die folgenden Filme Der Bulldozer (1979) und Octagon (1980) spielten in den USA rund 100 Millionen US-Dollar ein. Nach zwei weiteren Filmen wurde Norris von Metro-Goldwyn-Mayer für Kalte Wut (1982) engagiert und gleich für zwei weitere Produktionen verpflichtet, die jedoch auf beiderseitiges Verlangen hin nicht realisiert wurden. Daher wurde das Folgeprojekt McQuade, der Wolf (1983) mit Hilfe privater Investoren sowie der von Chuck Norris und seinem Bruder gegründeten Produktionsfirma Topkick Productions realisiert.
Für die Filmproduktionsgesellschaft Cannon Films, geführt von Menahem Golan und Yoram Globus, drehte Norris im Anschluss die Kriegsfilme Missing in Action (1984) und Missing in Action 2 – Die Rückkehr (1985). Aufgrund deren Erfolg an den Kinokassen wurde Norris ein Exklusivvertrag bei Cannon Films angeboten, der ihm eine Million Dollar einbrachte und für jeden Film die gleiche Summe versprach. Mit Ausnahmen von Cusack – Der Schweigsame, der 1985 entstand und bei Kritikern im Gegensatz zu den anderen Filmen durchaus positiv aufgenommen wurde, entstanden die folgenden Filme allesamt für Cannon Films.
1993 wandte sich Norris mit der Hauptrolle in Walker, Texas Ranger dem Fernsehen zu; die Serie wurde bis 2001 ausgestrahlt. Ebenfalls 1993 entstand mit Wind in the Wire eine einstündige Fernsehproduktion, bei der Norris in einem kleinen Auftritt an der Seite von Lou Diamond Phillips und Burt Reynolds zu sehen war.
Der bereits 1992 gedrehte Film Hellbound wurde erst 1995 auf dem Video-Markt ausgewertet. Der 1995 entstandene Film Top Dog bedeutete die letzte Kinohauptrolle für Norris. Im Anschluss entstand Forest Warrior, der seine Premiere auf dem Video-Markt erlebte. Bei den Produktionen der folgenden Jahre handelt es sich – mit Ausnahme der Direct-to-DVD-Produktion Bells of Innocence, in der Norris in einer kleineren Rolle einen Engel darstellt – um Fernsehfilme.

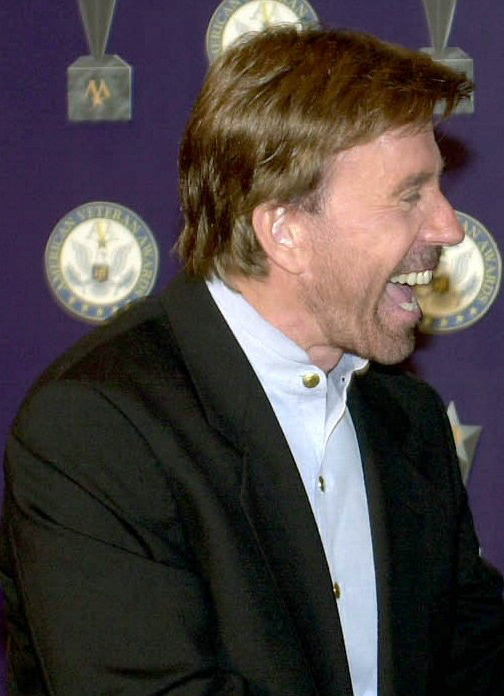
Chuck Norris (2000)

In Voll auf die Nüsse aus dem Jahr 2004 absolvierte Norris einen Cameo-Auftritt auf der großen Leinwand. Die Hauptrollen in den Fernsehproduktionen The Cutter sowie Walker, Texas Ranger: Feuertaufe, die beide 2005 entstanden, waren für sieben Jahre seine letzten Auftritte als Schauspieler. Erst 2012 kehrte er mit einem Gastauftritt in dem Actionfilm The Expendables 2 zurück. Weiterhin spielte Norris sich selbst in einem Fernseh-Werbespot für das Online-Rollenspiel World of Warcraft, der 2011 einige Wochen im deutschen Fernsehen zu sehen war. 2012 wirkte er an der Werbung der polnischen Bank BZ WBK mit und war darin als Texas Ranger zu sehen. 2020 spielte er im Serienfinale von Hawaii Five-0 mit. 2024 war er in einer kleineren Rolle in Agent Recon zu sehen. Regie führte Derek Ting.

## Filmrollen
Während seiner Zeit als Schauspieler war Norris vor allem auf die Darstellung schweigsamer Einzelgänger abonniert, die teilweise eine recht patriotisch-reaktionäre Gesinnung zur Schau stellten und ihre Kämpfe gegen amerikanische Feindbilder ausfochten. So kämpfte er beispielsweise in Invasion U.S.A. (1985) gegen Invasoren aus dem damaligen Ostblock, in Delta Force (1986) gegen arabische Terroristen und in Missing in Action (1984) gegen den Vietcong. Seine zweite Paraderolle war die des Gesetzeshüters, der zur Erfüllung seiner Aufgabe auch auf nicht immer legale Methoden zurückgreift; als solcher war er in McQuade, der Wolf (1982) und Cusack, der Schweigsame (1985) zu sehen.

## Filmografie
- 1969: Rollkommando (The Wrecking Crew)
- 1972: Die Todeskralle schlägt wieder zu (Meng long guojiang)
- 1973: The Student Teacher
- 1974: Der Boss von San Francisco (Slaughter in San Francisco)
- 1977: Breaker, Breaker
- 1978: Der schwarze Tiger (Black Tigers, ursprünglich Good Guys Wear Black)
- 1979: Der Bulldozer (A Force of One)
- 1980: Octagon (The Octagon)
- 1981: Der Gigant (An Eye for an Eye)
- 1982: Das stumme Ungeheuer (Silent Rage)
- 1982: Kalte Wut (Forced Vengeance)
- 1983: McQuade, der Wolf (Lone Wolf McQuade)
- 1984: Missing in Action
- 1985: Missing in Action 2 – Die Rückkehr (Missing In Action II: The Beginning)
- 1985: Cusack – Der Schweigsame (Code of Silence)
- 1985: Invasion U.S.A.
- 1986: Delta Force (The Delta Force)
- 1986: Feuerwalze (Firewalker)
- 1988: Braddock – Missing in Action III (Braddock: Missing in Action III)
- 1988: Hero (Hero and the Terror)
- 1990: Delta Force 2 – The Columbian Connection (Delta Force 2: The Colombian Connection)
- 1991: Chuck Norris – Hitman (The Hitman)
- 1992: Von Angesicht zu Angesicht (De tú a tú) (Episode vom 26. März 1992)
- 1992: Sidekicks
- 1993: Wind in the Wire
- 1993–2001: Walker, Texas Ranger (Fernsehserie)
- 1994: Hellbound
- 1995: Top Dog
- 1996: Forest Warrior
- 1998: Enter the Hitman (Logan’s War: Bound by Honor)
- 1999: Sons of Thunder (Sons of Thunder, Fernsehserie, vier Folgen)
- 2000: Martial Law – Der Karate-Cop (Martial Law, Fernsehserie, 1 Folge)
- 2000: The President’s Man
- 2002: McCord – The President’s Man II (The President’s Man: A Line in the Sand)
- 2003: Bells of Innocence
- 2004: Voll auf die Nüsse (Dodgeball: A True Underdog Story)
- 2005: Walker, Texas Ranger: Feuertaufe (Walker, Texas Ranger: Trial by Fire)
- 2005: The Cutter
- 2012: The Expendables 2
- 2020: Hawaii Five-0 (Fernsehserie, Folge 10x21)
- 2024: Agent Recon

## Deutsche Synchronstimmen
Norris ist für die deutschen Fassungen seiner Filme im Laufe der Jahre von mehreren Sprechern synchronisiert worden. Am häufigsten war in den letzten Jahren Jürgen Kluckert Norris’ deutsche Stimme, z. B. in Delta Force und in der TV-Serie Walker, Texas Ranger.

## Öffentliche Rolle
Norris gehört der evangelikal geprägten christlichen Rechten in den USA an. Er ist Anhänger des Kreationismus und hält die Evolutionstheorie für falsch. Norris ist überzeugter Unterstützer der Republikanischen Partei und erstellte 2008 mit dem republikanischen Präsidentschaftskandidaten Mike Huckabee einen Wahlwerbespot, in dem auf die Chuck Norris Facts angespielt wird. 2012 warnten er und seine Frau Gena in einem Wahlkampfvideo vor einer Wiederwahl von Barack Obama, da diese ihrer Meinung nach die USA in den Untergang führen würde. Sie mahnten an, dass 30 Millionen evangelikale Christen 2008 nicht gewählt und so Obamas Wahlsieg ermöglicht hätten.
Norris veröffentlichte eine Autobiografie mit dem Titel The Secret of Inner Strength (dt. „Geheimnis der inneren Stärke“) und gründete die Hilfsorganisation Kickstart, um Gewalt und Drogenhandel an Schulen entgegenzuwirken. Im Dezember 2010 wurde er zum Ehrenmitglied der texanischen Strafverfolgungsbehörde Texas Rangers erklärt – er spielte unter anderem die Hauptrolle in der Serie Walker, Texas Ranger – und erhielt den offiziellen Texas-Ranger-Stern.
2017 brachte das Entwicklerstudio flaregames das von ihm abgesegnete Spiel Nonstop Chuck Norris heraus, das auf dem früheren Titel Nonstop Knight basiert. Im Verlauf des Spielgeschehens, das größtenteils automatisch abläuft, werden immer wieder Chuck Norris Facts eingestreut, und sowohl das Design des mit dem FSK 12 versehenen Spiels als auch dessen Inhalte orientieren sich stark an der Rolle, in der Norris öffentlich wahrgenommen wird. So wird er als moderner Cowboy mit übermenschlichen Fähigkeiten dargestellt.
Zu Weihnachten und zur Jahreswende 2020/21 trat Norris in dem Onlinespiel World of Tanks auf, bei dem er den Spielern Aufträge erteilte. Nach Abschluss einer bestimmten Anzahl von Aufträgen konnten die Spieler Chuck Norris virtuell als Mitglied einer Panzercrew anheuern. Norris hatte zudem die Sprachbenachrichtigungen des Spiels neu aufgenommen.

## Chuck Norris Facts
Aus Norris’ stereotypen Rollen als unbesiegbarer Actionheld entstanden die sogenannten „Chuck Norris Facts“. Dabei handelt es sich um Kurzwitze, in denen Chuck Norris als Parodie auf die von ihm gespielten Charaktere teilweise ins Absurde übertriebene übermenschliche Fähigkeiten zugeschrieben werden, z. B.: „Wenn Chuck Norris ins Wasser fällt, wird er nicht nass, sondern das Wasser wird zu Chuck Norris.“
Am 17. Juli 2017 gab es einen realen Vorfall: Norris überlebte zwei Herzinfarkte an einem Tag.

## Werke
- Chuck Norris: Winning Tournament Karate. Valencia 1975, ISBN 0-89750-016-4.
- Chuck Norris: Toughen Up! the Chuck Norris Fitness System. New York 1983, ISBN 0-553-01465-X.
- Chuck Norris, Joe Hyams: The Secret of Inner Strength. Boston 1987.
- Chuck Norris: The Secret Power Within. Boston 1996, ISBN 0-553-06908-X.
- Chuck Norris: Against All Odds: My Story. Nashville 2004, ISBN 0-8054-3161-6.
- Chuck Norris: Black Belt Patriotism: How to Reawaken America. Washington 2008, ISBN 1-59698-558-5.